# Национальный военный университет имени Васила Левского
Национальный военный университет им. Васила Ле́вского (болг.  Национален военен университет "Васил Левски") — высшее военное учебное заведение Болгарии, располагающееся в Велико-Тырново. Хотя статус высшего учебного заведения был получен в 1924 году, университет является преемником основанного в 1878 году Военного училища, что делает его старейшим ВУЗом Болгарии. Университет носит имя выдающегося болгарского революционера, участника национально-освободительного движения и национального героя Болгарии, Васила Левского.

## История
Ещё летом 1878 г. Временное русское управление в Болгарии начало подготовку создания военного училища в Пловдиве. 6 сентября 1878 г. капитан русской гвардии Николай Николаевич Флейшер издал Приказ № 1 по училищу. С этой даты началось не только само Военное училище, но и вся болгарская система военного образования. После подписания Берлинского трактата училище к 19 ноября переместилось в Софию, где 26 ноября 1878 г. состоялось освящение и официальное открытие военного учебного заведения. Сегодня эта дата является официальным праздником университета. На первых порах, училище разместилось в здании бывшей турецкой больницы, где теперь находится Центральный военный клуб. В 1892 г. оно переезжает в специально построенное здание в юго-восточной части города, в котором сегодня располагается Военная академия имени Георгия Раковского. Военное училище сыграло важную роль в жизни Болгарской армии, так как в нём были подготовлены почти все офицеры служившие в армии в конце XIX и начале XX веков.
В 1924 году училище получает статус специализированного университета. В 1945 г. оно переименовывается в Народное военное училище имени Василия Левского. В 1946 г. из него выделилось Народное военно-воздушное училище имени Георгия Бенковского, а в 1948 — Народное военно-артиллерийское училище имени Георгия Димитрова. В 1958 году Народное военное училище было переведено из Софии в Велико-Тырново. В 2002 г. эти три основных военных училища вновь объединены в Национальный военный университет имени Василя Левского.

## Начальники Военного училища в Софии

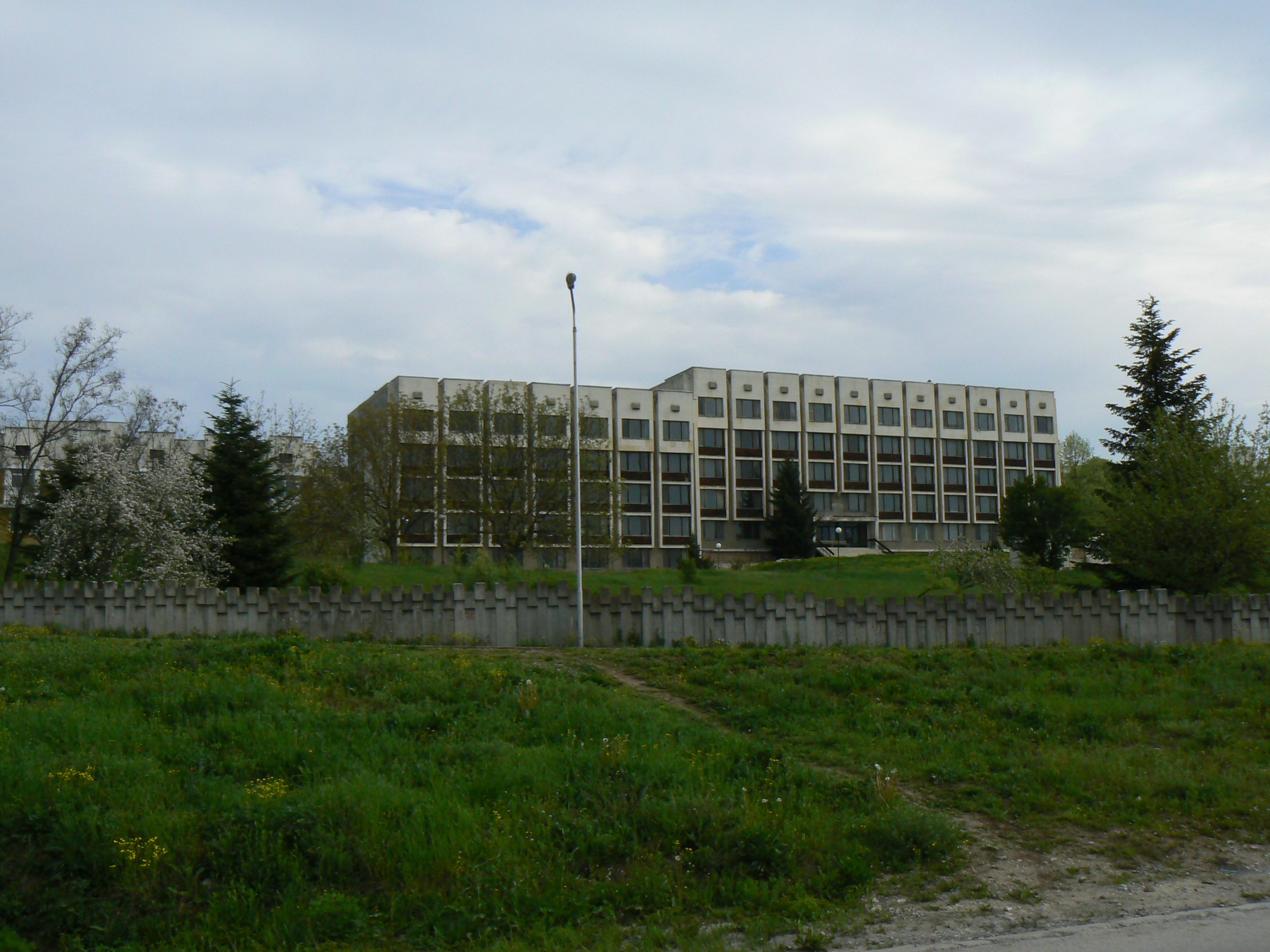
Общежитие университета

Звания соответствуют периоду занимаемой должности.
| #  | звание        | имя                   | период                              |
| -- | ------------- | --------------------- | ----------------------------------- |
| 1  | капитан       | Николай Флейшер       | 1 сентября 1878 — 21 мая 1879       |
| 2  | капитан       | Константин Ревянкин   | 31 мая 1879 — 12 января 1882        |
| 3  | полковник     | Арнольд Ремлинген     | 12 января 1882 — 19 марта 1884      |
| 4  | полковник     | Всеволод Сахаров      | 20 марта 1884 — 8 октября 1885      |
| 5  | ротмистр      | Анастас Бендерев      | 10 октября 1885 — 28 октября 1885   |
| 6  | майор         | Петър Груев           | 23 декабря 1885 — 9 августа 1886    |
| 7  | капитан       | Христофор Хесапчиев   | 28 августа 1886 — 28 января 1887    |
| 8  | майор         | Рачо Петров           | 28 января 1887 — 1 июля 1887        |
| 9  | майор         | Върбан Винаров        | 24 июля 1887 — 27 октября 1887      |
| 10 | подполковник  | Стефан Паприков       | 27 октября 1887 — 5 июня 1891       |
| 11 | подполковник  | Рачо Петров           | 5 июня 1891 — 2 ноября 1891         |
| 12 | подполковник  | Кирил Ботев           | 2 ноября 1891 — 1 марта 1897        |
| 12 | подполковник  | Павел Христов         | 1 марта 1897 — 29 мая 1897          |
| 13 | подполковник  | Михаил Савов          | 1 июля 1897 — 18 марта 1903         |
| 14 | подполковник  | Васил Петев           | 21 марта 1903 — 4 июня 1903         |
| 15 | генерал-майор | Стефан Ильев          | 4 июня 1903 — 9 января 1904         |
| 16 | подполковник  | Васил Петев           | 9 января 1904 — 14 марта 1905       |
| 17 | полковник     | Атанас Назлъмов       | 14 марта 1905 — 1 ноября 1907       |
| 18 | генерал-майор | Вичо Диков            | 2 ноября 1907 — 2 апреля 1910       |
| 19 | генерал-майор | Кирил Ботев           | 3 апреля 1910 — 1 января 1912       |
| 20 | полковник     | Никола Жеков          | 18 марта 1912 — 19 сентября 1912    |
| 21 | полковник     | Иван Луков            | 27 сентября 1913 — 9 марта 1914     |
| 22 | полковник     | Стефан Тасев          | 9 марта 1914 — 10 сентября 1915     |
| 23 | полковник     | Георги Стойнев        | 16 сентября 1915 — 12 сентября 1917 |
| 24 | полковник     | Атанас Каишев         | 17 сентября 1917 — 23 сентября 1918 |
| 25 | полковник     | Петър Мидилев         | 29 октября 1918 — 7 ноября 1919     |
| 26 | полковник     | Стефан Нойков         | 24 ноября 1919 — 13 июня 1920       |
| 27 | полковник     | Славейко Василев      | 16 июня 1920 — 18 октября 1920      |
| 28 | полковник     | Илия Каблешков        | 4 ноября 1920 — 10 января 1923      |
| 29 | полковник     | Христо Христов        | 10 января 1923 — 13 июня 1923       |
| 30 | полковник     | Дамян Велчев          | 14 июня 1923 — 5 сентября 1928      |
| 31 | генерал-майор | Сотир Маринков        | 5 сентября 1928 — 30 января 1929    |
| 32 | полковник     | Михаил Йовов          | 31 января 1929 — 18 мая 1934        |
| 33 | полковник     | Крум Колев            | 19 мая 1934 — 11 апреля 1935        |
| 34 | полковник     | Димитр Стоянов        | 11 апреля 1935 — 28 октября 1935    |
| 35 | полковник     | Васил Бойдев          | 28 октября 1935 — 12 октября 1936   |
| 36 | полковник     | Никола Хаджипетков    | 12 октября 1936 — 17 февраля 1937   |
| 37 | полковник     | Никола Михов          | 17 февраля 1937 — 19 апреля 1941    |
| 38 | полковник     | Александр Попдимитров | 28 апреля 1941 — 19 сентября 1942   |
| 39 | полковник     | Иван Сапунджиев       | 19 сентября 1942 — 9 сентября 1944  |
| 40 | полковник     | Христо Стойков        | 10 сентября 1944 — 1948             |

## Известные выпускники

### Бывшие во главе Болгарии
- Царь Борис III — глава государства с 3 октября 1918 г. по 28 августа 1943 г. Поступил в январе 1906 г. в чине поручика. Окончил училище в 1912 г. 32-м выпуском и получил звание капитана.
- Князь Кирил Преславский — престолонаследник c 3 октября 1918 г. по 16 июня 1937 г.; председатель Регентского совета при малолетнем царе Симеоне II с 9 сентября 1943 г. до 9 сентября 1944 г.
- Генерал-лейтенант Никола Михов — член Регентского совета с 9 сентября 1943 г. по 9 сентября 1944 г.

### Председатели народного собрания
- Петр Стайков — председатель ХІІІ Обыкновенного народного собрания с 2 ноября 1903 г. по 30 января 1904 г.
- Христо Калфов — председатель ХХ Обыкновенного народного собрания с 16 мая 1941 г. по 23 августа 1944 г.

### Военные министры
- Иванов, Никола Иванов — генерал пехоты, военный министр Болгарии (1896—1899)
- Бакарджиев, Никола — генерал пехоты, военный министр Болгарии (1929—1931)
- Паприков, Стефан (1858—1920) — генерал-лейтенант, военный министр Болгарии (1899—1903).
- Ковачев, Стилиян (1860—1939) — генерал-лейтенант, военный министр Болгарии (1913).
- Ватев, Атанас (1881–1967) – генерал-майор, военный министр Болгарии (1934).